# Jitter
Jitter kallas den effekt som uppstår då ett förlopp som skall upprepas med jämna intervall inte sker i stabil takt, ofta i förhållande till en referensklocksignal . I klockåterställningsapplikationer kallas det timingjitter.
Jitter kan kvantifieras i samma termer som alla tidsvarierande signaler, till exempel medelkvadratrot (RMS) eller topp-till-topp-förskjutning. Liksom andra tidsvarierande signaler kan jitter också uttryckas i termer av spektral densitet.
Jitterperiod är intervallet mellan två gånger av maximal effekt (eller minsta effekt) av en signalkaraktäristik som varierar regelbundet med tiden. Jitterfrekvens, den vanligare citerade siffran, är dess invers. ITU-T G.810 klassificerar avvikelse lägre frekvenser under 10 Hz som wander och högre frekvenser vid eller över 10 Hz som jitter.
Inom elektroniken och telekommunikationen är jitter en störning i signalen eller en eller flera oönskade variationer av en signals karaktär. Störningarna kan påverka flera av signalens kvaliteter som till exempel amplitud, pulsintervall eller fas. Detta kan göra så att ljudkvaliteten på ett telefonsamtal sänks eller gör att överföringen mellan datorer i ett nätverk blir långsammare. Jitter kan mätas på samma sätt som alla tidsvarierande signaler och kan uttryckas i frekvens. Jitter gör genombrott vid 1 Hz.  

## Typer
En av huvudskillnaderna mellan slumpmässigt och deterministiskt jitter är att deterministiskt jitter är begränsat och slumpmässigt jitter är obegränsat.

### Slumpmässigt jitter
Slumpmässigt jitter, även kallat Gaussiskt jitter, är oförutsägbart elektroniskt timingbrus. Slumpmässigt jitter följer vanligtvis en normalfördelning på grund av att det orsakas av termiskt brus i en elektrisk krets. 

### Deterministiskt jitter
Deterministiskt jitter är en typ av klock- eller datasignaljitter som är förutsägbar och reproducerbar. Topp-till-topp-värdet för detta jitter är begränsat, och gränserna kan lätt observeras och förutsägas. Deterministiskt jitter har en känd icke-normalfördelning. Deterministiskt jitter kan antingen vara korrelerat till dataströmmen (databeroende jitter) eller okorrelerat till dataströmmen (avgränsat okorrelerat jitter). Exempel på databeroende jitter är duty-cycle-beroende jitter (även känd som duty-cycle distorsion) och intersymbolinterferens.

### Totaljitter
| n   | BER   |
| --- | ----- |
| 6.4 | 10−10 |
| 6.7 | 10−11 |
| 7   | 10−12 |
| 7.3 | 10−13 |
| 7.6 | 10−14 |

Totalt jitter (T) är kombinationen av slumpmässigt jitter (R) och deterministiskt jitter (D) och beräknas i sammanhanget till en erforderlig bitfelsfrekvens (BER) för systemet:
T = Dpeak-to-peak + 2nRrms,
där värdet på n är baserat på den BER som krävs för länken.
En vanlig BER som används i kommunikationsstandarder som Ethernet är 10−12.

## Exempel

### Sampling av jitter
Vid analog-till-digital och digital-till-analog omvandling av signaler antas samplingen normalt vara periodisk med en fast period - tiden mellan vartannat sampel är densamma. Om det finns jitter på klocksignalen till analog-till-digital-omvandlaren eller en digital-till-analog-omvandlare, varierar tiden mellan samplingarna och ett ögonblickligt signalfel uppstår. Felet är proportionellt mot svänghastigheten för den önskade signalen och det absoluta värdet av klockfelet. Effekten av jitter på signalen beror på typen av jitter. Slumpmässigt jitter tenderar att lägga till bredbandsbrus medan periodiskt jitter tenderar att lägga till felaktiga spektrala komponenter, "birdys". Under vissa förhållanden kan mindre än en nanosekund av jitter minska den effektiva bitupplösningen för en omvandlare med en Nyquistfrekvens på 22 kHz till 14 bitar.
Sampling av jitter är en viktig faktor vid högfrekvent signalomvandling, eller där klocksignalen är särskilt utsatt för störningar.
I digitala antennuppsättningar är ADC- och DAC-jitter de viktiga faktorerna som bestämmer noggrannheten för uppskattning av ankomstriktningen och djupet för undertryckning av störsändare.

### Paketjitter i datornätverk
I samband med datornätverk är paketjitter eller paketfördröjningsvariation (PDV) variationen i latens mätt i variabiliteten över tiden av ände-till-ände-fördröjningen över ett nätverk. Ett nätverk med konstant fördröjning har inget paketjitter. Paketjitter uttrycks som ett genomsnitt av avvikelsen från nätverkets medelfördröjning. PDV är en viktig tjänstekvalitetsfaktor vid bedömning av nätverkets prestanda.
Att sända en skur av trafik med hög hastighet följt av ett intervall eller period med lägre eller nollhastighetsöverföring kan också ses som en form av jitter, eftersom det representerar en avvikelse från den genomsnittliga överföringshastigheten. Men till skillnad från jitter som orsakas av variation i latens, kan sändning i skurar ses som en önskvärd egenskap, till exempel vid överföringar med Variable Bit Rate.

### Video- och bildjitter
Video- eller bildjitter uppstår när de horisontella linjerna i videobildrutor slumpmässigt förskjuts på grund av förvanskning av synkroniseringssignaler eller elektromagnetisk interferens under videoöverföring. Modellbaserad dejitterstudie har genomförts inom ramen för digital bild- och videorestaurering.

## Testning
Jitter i seriebussarkitekturer mäts med hjälp av ögonmönster. Det finns standarder för jittermätning i seriella bussarkitekturer. Standarderna täcker jittertolerans, jitteröverföringsfunktion och jittergenerering, med de erforderliga värdena för dessa attribut som varierar mellan olika tillämpningar. I tillämpliga fall krävs att kompatibla system överensstämmer med dessa standarder.
Testning av jitter och dess mätning är av växande betydelse för elektronikingenjörer på grund av ökade klockfrekvenser i digitala elektroniska kretsar för att uppnå högre enhetsprestanda. Högre klockfrekvenser har proportionellt mindre ögonöppningar och pålägger därmed snävare toleranser för jitter. Till exempel har moderna datormoderkort en seriebussarkitektur med ögonöppningar på 160 pikosekunder eller mindre. Detta är extremt litet jämfört med parallellbussarkitekturer med motsvarande prestanda, som kan ha ögonöppningar i storleksordningen 1 000 pikosekunder.
Jitter mäts och utvärderas på olika sätt beroende på vilken typ av krets som testas. I alla fall är målet med jittermätning att verifiera att jitter inte kommer att störa normal drift av kretsen.
Testning av enhetens prestanda för jittertolerans kan involvera injicering av jitter i elektroniska komponenter med specialiserad testutrustning.
Ett mindre direkt tillvägagångssätt – där analoga vågformer digitaliseras och den resulterande dataströmmen analyseras – används vid mätning av pixeljitter i frame grabbers.

## Begränsning

### Anti-jitter-kretsar
Anti-jitter-kretsar (AJC) är en klass av elektroniska kretsar utformade för att minska nivån av jitter i en klocksignal. AJC:er fungerar genom att omtimma utgångspulserna så att de ligger närmare en idealiserad klocka. De används i stor utsträckning i klock- och dataåterställningskretsar i digital kommunikation, såväl som för datasamplingssystem som analog-till-digital-omvandlaren och digital-till-analog-omvandlaren. Exempel på anti-jitter-kretsar är faslåst slinga och fördröjningslåst slinga.

### Jitter buffertar
Jitterbuffertar eller de-jitter-buffertar är buffertar som används för att motverka jitter som introduceras genom att köa i paketförmedlande nätverk för att säkerställa kontinuerlig uppspelning av en ljud- eller videomedieström som sänds över nätverket. Det maximala jitter som kan motverkas av en de-jitter-buffert är lika med buffringsfördröjningen som infördes innan uppspelningen av mediaströmmen startas. I samband med paketförmedlande nätverk föredras ofta termen paketfördröjningsvariation framför jitter.
Vissa system använder sofistikerade fördröjningsoptimala de-jitter-buffertar som kan anpassa buffringsfördröjningen till ändrade nätverksegenskaper. Anpassningslogiken är baserad på jitteruppskattningarna beräknade från ankomstegenskaperna för mediapaketen. Justeringar förknippade med adaptiv de-jittering innebär att man introducerar diskontinuiteter i mediauppspelningen som kan vara märkbara för lyssnaren eller tittaren. Adaptiv de-jittering utförs vanligtvis för ljuduppspelningar som inkluderar detektering av röstaktivitet som gör att längden på tystnadsperioderna kan justeras, vilket minimerar den perceptuella effekten av anpassningen.

### Dejitterizer
En dejitterizer är en enhet som minskar jitter i en digital signal. En dejitterizer består vanligtvis av en elastisk buffert i vilken signalen tillfälligt lagras och sedan återsänds med en hastighet som baseras på den inkommande signalens medelhastighet. En dejitterizer kanske inte är effektiv för att ta bort lågfrekvent jitter (vandra).

### Filtrering och sönderdelning
Ett filter kan utformas för att minimera effekten av samplingsjitter.
En jittersignal kan sönderdelas till intrinsic mode functions (IMFs), som kan användas ytterligare för filtrering eller avjitter.